# Adetomyrma cassis
Adetomyrma cassis (din latină cassis, „helm”, referindu-se la forma capsulei sale genitale) este o specie de furnică endemică în Madagascar.

## Descriere
Adetomyrma cassis este cunoscută doar de la un singur mascul colectat în Rezervația Ambatovaky, Madagascar. Masculul din A. cassis se deosebește cu ușurință de alți masculi Adetomyrma printr-o proiecție distinctă și aplatizată pe porțiunea posterioară a paramerei. Această proiecție nu este separată de parameră printr-o crestătură adâncă ca la A. bressleri. Acest caracter genital observat la Adetomyrma cassis este complet unic și suficient pentru a considera acest mascul ca pe o specie distinctă.